# Contarinia desertorum
Contarinia desertorum är en tvåvingeart som beskrevs av Marikovskij 1961. Contarinia desertorum ingår i släktet Contarinia och familjen gallmyggor.
Artens utbredningsområde är Kazakstan. Inga underarter finns listade i Catalogue of Life.